# SN 2011gs
SN 2011gs – supernowa typu Ia odkryta 23 września 2011 roku w galaktyce A042109+1328. W momencie odkrycia miała maksymalną jasność 17,40m.